# Babak Khorramdin
Bābak Khurramdîn en persan, Pāpak Khorramî en pehlevi, ayant vécu entre 795 (ou 798 selon d'autres sources) et janvier 838. Babak était l'un des principaux chefs révolutionnaires perse,,; du mouvement iranien Khurramites (La religion joyeuse), un mouvement d'indépendance iranien qui se battait contre le califat Abbasside.

## Histoire

### Ses débuts
En 755, Abû Muslim, qui avait été le fer de lance des abbassides pour leur prise de pouvoir, fut assassiné par Al-Mansûr. Les habitants du Khorasan en particulier ressentirent cet assassinat comme la négation de leur rôle dans le renversement des omeyyades. Ceci provoqua de nombreuses révoltes et en retour une répression de plus en plus dure.

### L'insurrection

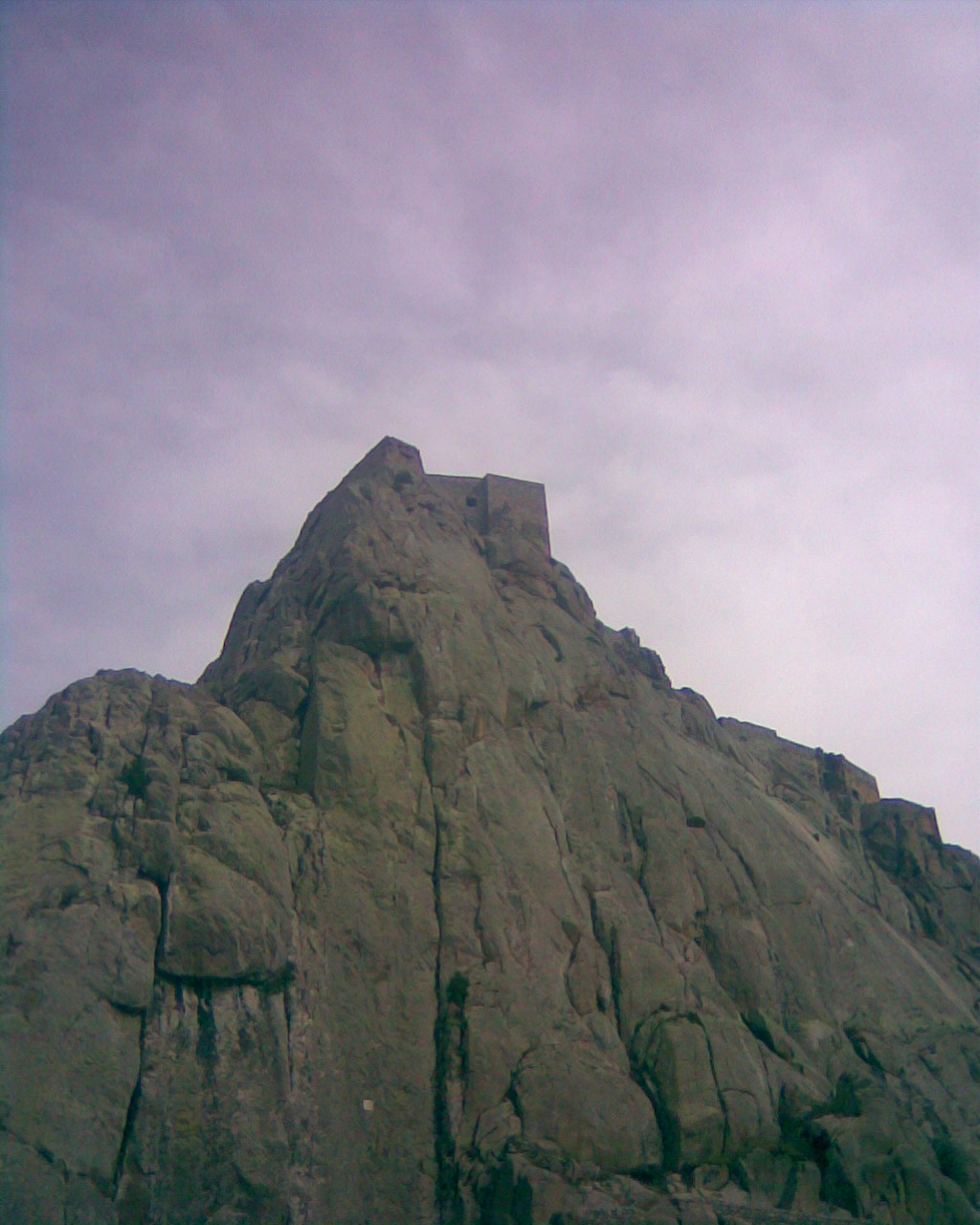
La forteresse de Babak.

Témoin des pressions que subissait son peuple, Bâbak rejoignit le mouvement de la Khurramiya. Tabari présente Babak dans un portrait sans nuance :
« Bâbek est le fondateur de la doctrine Khorrémite, espèce d'hérésie dont le seul enseignement positif consistait à rejeter l'islamisme, à déclarer licite tout ce qui est défendu par la religion, le vin, la fornication, l'usage des aliments prohibés, et à affranchir les hommes de toute loi. Cette doctrine, prêchée par Bâbek, plaisait au peuple; un grand nombre de personnes l'embrassèrent et se mirent à tuer les musulmans.

Établi dans un lieu fortifié au milieu de défilés inaccessibles aux troupes, Bâbek défiait toute attaque des armées du gouvernement. Celles-ci, au contraire, étaient exposées de sa part à des surprises nocturnes, après lesquelles il se retirait sans qu'il fût possible de le poursuivre . »
Le calife Al-Mu'tasim désigna un général d'origine perse, nommé Afchîn, pour aller combattre contre Bâbak. Afchîn avait la responsabilité de l'Arménie et de l'Azerbaïdjan. Afchîn eut un premier succès contre une armée de Bâbak et il envoya les têtes de cent officiers ennemis au calife. Afchîn se dirigea ensuite vers Ardabil et y resta un mois. Il établit un camp retranché à l'entrée des défilés menant à la forteresse de Babak et attendit sans rien faire d'autre. Il imagina un stratagème pour inciter Bâbak à sortir de son retranchement. Il fit savoir qu'un transport de la solde de ses soldats quitterait Ardabil un jour donné. Il laissa libre l'entrée des défilés. Bâbak sortit de la forteresse pour s'emparer de cet argent et tomba dans une embuscade. Bâbak put s'enfuir.
Pendant l'hiver Afchîn essaya en vain de contourner les défilés menant au repère de Bâbak. En passant par les hauteurs, la neige et le froid paralysaient ses troupes. Au printemps, Afchîn reçut des renforts en hommes et en matériels. 
Bâbak eut alors l'idée de demander le soutien de l'empereur de Byzance. Celui-ci entra en campagne en Cilicie et repris la ville de Tarse. Al-Mu'tasim fit alors appel aux villes de Mossoul, de Samarra, de Bagdad et de tout l'Irak et réunit une armée de cent mille hommes pour reprendre le territoire de Tarse. 
Malgré les risques, Afchîn remonta les défilés et parvint à mettre le siège devant la forteresse de Babak. Après de nombreuses escarmouches et tentatives d'assaut, la forteresse tenait toujours. Babak finit cependant par demander à parler avec Afchîn. Lui laissant son fils comme otage, il demanda à rester dans la forteresse jusqu'à ce que la grâce du calife lui soit accordée par une lettre scellée. Bâbak profita de la nuit pour s'enfuir avec quelques hommes. La grâce du calife arriva dix jours plus tard. 
Dans sa fuite Bâbak a été trahi par un de ses anciens partisans, Sahl Smbatean. Il fut pris et remis au calife pour être exécuté immédiatement .
Cette période de 816 à 837, pendant laquelle Bâbak mena la révolte, fut très importante pour la conservation de la langue et de la culture perse[réf. nécessaire].

### Son exécution
Bâbak fut exécuté le 4 janvier 838 à Samarra.
« On alla chercher Bâbak, et on l'amena au palais monté sur un éléphant, afin que le peuple pût le voir. Le calife lui fit ensuite couper les mains et les pieds par des chirurgiens, ouvrir le ventre et couper la gorge. Le corps mutilé fut pendu au gibet, dans Samarra, et la tête, après avoir été promenée dans toutes les villes de l'Irak, envoyée dans le Khorasan, où Abd Allah la fit exposer également dans toutes les villes; elle fut ensuite plantée sur un poteau, à Nichapur. Le frère de Babak, fut envoyé à Bagdad, où le gouverneur, le fit exécuter de la même manière . »

### Documentation externe
- Amnesty International, « Sur la répression des manifestations autour de Babek », 2006
- (en) Gh. H. Yousefi, « Bābak Khorrami », dans Encyclopædia Iranica (lire en ligne)
- Tabari, La Chronique : L'Âge d'or des Abbassides, vol. II, Actes Sud / Sindbad, 2001 (ISBN 978-2-7427-3318-7)